# Heat Wave (Superflyのアルバム)
『Heat Wave』（ヒート・ウェーヴ）は、Superflyの7枚目のオリジナル・アルバム。2023年5月24日にユニバーサルシグマからリリースされた。

## 概要
オリジナル・アルバムとしては、『0』から約3年4ヶ月ぶり。また、ワーナーミュージック・ジャパンから現レーベルへの移籍後としては、最初のオリジナル・アルバムとなる。
2022年4月から2023年2月までの間にデジタル・ダウンロードでリリースされたシングル5曲に加え、2020年に定額制サブスクリプション限定で配信された「Together」の新録バージョン、この他新規の楽曲も含め、全11曲を収録。なお、Superflyは『0』発売から本作リリースまでの期間に新規のCDシングルは一切リリースしておらず、全収録曲が初CD化の楽曲のみで構成されるアルバムも、Superflyとしては今作が初となる。
通常盤・初回限定盤A・初回限定盤Bの3形態で販売、初回限定盤はA・Bともに三方背スリーブケース特別仕様である。初回限定盤AのBlu-ray、初回限定盤BのDVDには、いずれも2022年11月23日に有明アリーナで開催した一夜限りのライブ「Superfly 15th Anniversary Live “Get Back!!”」を編集した全曲の映像と、同ライブの舞台裏の様子を収めた「Behind The Scenes of “Get Back!!”」に加え、本アルバムリリースまでの3年4カ月の軌跡を追ったメイキング映像「Heart of “Heat Wave”」も収録される。
また、2023年6月17日から本アルバムのタイトルを冠したアリーナツアー(後述参照、延期)が開催される予定であったことに伴い、本アルバム購入者を対象とした同ツアーの「特別先行予約の案内」が、通常盤・初回限定盤共に封入されている(受付終了)。

## 制作の背景
2023年4月14日に、本アルバムの特設サイトが開設された。アルバムタイトルの"Heat Wave"とは、英語で「熱波」を意味するが、同サイト上では本アルバムについて、実際に「熱波」というワードも用いてメッセージを寄せている。同メッセージ内では、本アルバムがコロナ禍の3年間で制作された作品であることを示したうえで、「ステージにも立てなかったこの3年間で私の中のエネルギーは溜まりに溜まり、熱波のごとくみなさんに届けられるくらいのパワーが漲りました。そんな私の中にずっと持ち続けている、癒したいという気持ちと熱い思いを熱波で届けます。『情熱』と『癒し』、まるで焚き火のようなアルバムです」と綴っている。
アルバムリリース前日の2023年5月23日には、同サイト上で先述メッセージとは別に、本アルバム制作の背景をより事細かに深堀りしたオフィシャルインタビューが掲載された。このうち、CD収録曲のひとつである「ダイナマイト」について触れられた箇所では、アルバム前作『0』から今作制作に至るまでに心境の変化があったことを明かしており、「“応援歌を作ってください”というふうに曲を依頼されることがすごく多いんですけど、そう言われても誰に向けて書けばいいのかわからないという時期がしばらくあったんです。(中略) 自分自身に向き合って、内面を曝け出すことがひとつのメッセージになるだろうという解釈でしばらく続けていました。そうこうしているうちにコロナ禍がきた。みんなが辛い、みんなが苦しい。そんなふうにある意味世界中が同じような状態になることって、そうそうないじゃないですか。でもそういう状況に直面して、多くの人が同じ思いでいることを実感したときに、みんなに元気を送りたい、みんなを癒したいという気持ちになったんです。しばらく自分の内面にばかり向き合っていたけど、外で起きていることを見て、誰かに向けて歌いたいという気持ちがはっきりとよみがえってきた」と語っている。

## 評価
ライターの森朋之は、越智が「歌うこと、表現すること、伝えることの意味や意義と向き合い、少しずつ言葉をメロディを紡いできた」としたうえで、本アルバムにはその思索の過程がリアルに刻み込まれていると評価。タイトル曲の「Heat Wave」をその象徴として挙げ、「高揚感に満ちたサウンドのなかで彼女は、〈恐れを知れ　脆さを知れ　厳しさを思い知れ〉というフレーズを叩きつけながら、力強く、解放的な歌声によってリスナーの生を肯定してみせる。ルーツ音楽に根ざしつつ、現代のポップミュージックに結びつけるアレンジも素晴らしい」とコメントしている。
ライターの矢島由佳子は、本アルバムが「この時代に取り戻したい“愛”とは何かを示している」と評価。収録曲の「Love & Peace Again!」と「Presence」の歌詞を引用しつつ、〈ソファーの隅に座って冴えない自分に落胆してる〉、〈ちゃんと許したいんだこんな惨めなプライドも〉とこぼす越智と「多くの人を元気づけるシンガー」や「世の中を少しでもいい方向へ動かそうとするアーティスト」などの役割をまっとうする越智がアルバム内で共存しているとし、「それらの歌を通してSuperflyが示す『愛』とは、自分と周りにいる家族や友人の『強さと弱さ』、『戦う姿と休む姿』、『かっこつけるところとかっこ悪いところ』、その両面のあいだにあるグラデーションも含めて、全部を愛してあげようというもの。(中略) そんな彼女の今の生き様がそのまま一枚のアルバムを通して表現されているように感じた」とコメントしている。

## 収録曲

### CD (通常盤・初回限定盤共通)
| #         | タイトル                   | 作詞          | 作曲                                      | 編曲                            | 時間  |
| --------- | -------------------------- | ------------- | ----------------------------------------- | ------------------------------- | ----- |
| 1.        | 「Heat Wave」              | 越智志帆      | 越智志帆・UTA                             | UTA                             | 3:30  |
| 2.        | 「春はグラデーション」     | 越智志帆      | 越智志帆・木崎賢治・ 宮田“レフティ”リョウ | 宮田“レフティ”リョウ            | 4:05  |
| 3.        | 「Love & Peace Again!」    | 越智志帆      | 越智志帆                                  | 鈴木Daichi秀行                  | 3:00  |
| 4.        | 「Farewell」               | 越智志帆・jam | 越智志帆・木崎賢治・ 宮田“レフティ”リョウ | 宮田“レフティ”リョウ            | 5:00  |
| 5.        | 「Power Of Hug」           | 越智志帆      | 越智志帆                                  | 宮田“レフティ”リョウ            | 4:58  |
| 6.        | 「Mr. Cooper」             | 越智志帆      | 越智志帆                                  | MONJOE                          | 2:42  |
| 7.        | 「Presence」               | 越智志帆      | 越智志帆・木崎賢治・ 宮田“レフティ”リョウ | 宮田“レフティ”リョウ            | 4:10  |
| 8.        | 「ダイナマイト」           | 越智志帆      | 越智志帆・ERIK LIDBOM・MUSOH              | 宮田“レフティ”リョウ            | 3:13  |
| 9.        | 「Voice」                  | 越智志帆・jam | 越智志帆                                  | 宮田“レフティ”リョウ・ 越智志帆 | 4:41  |
| 10.       | 「Together」               | 越智志帆      | 越智志帆                                  | 越智志帆                        | 5:08  |
| 11.       | 「Farewell (Gospel Ver.)」 | 越智志帆・jam | 越智志帆・木崎賢治・ 宮田“レフティ”リョウ | 宮田“レフティ”リョウ            | 5:09  |
| 合計時間: | 合計時間:                  | 合計時間:     | 合計時間:                                 | 合計時間:                       | 45:36 |

### Blu-ray(初回限定盤A)・DVD(初回限定盤B)
- Behind The Scenes of “Get Back!!”
- 「Superfly 15th Anniversary Live “Get Back!!”」 (2022.11.23 有明アリーナ)

| #   | タイトル                     | 作詞 | 作曲・編曲 |
| --- | ---------------------------- | ---- | ---------- |
| 1.  | 「Bi-Li-Li Emotion」         |      |            |
| 2.  | 「タマシイレボリューション」 |      |            |
| 3.  | 「Hi-Five」                  |      |            |
| 4.  | 「ハロー・ハロー」           |      |            |
| 5.  | 「輝く月のように」           |      |            |
| 6.  | 「フレア」                   |      |            |
| 7.  | 「Wildflower」               |      |            |
| 8.  | 「On Your Side」             |      |            |
| 9.  | 「愛をこめて花束を」         |      |            |
| 10. | 「Beep!!」                   |      |            |
| 11. | 「マニフェスト」             |      |            |
| 12. | 「Force」                    |      |            |
| 13. | 「Alright!!」                |      |            |
| 14. | 「ダイナマイト」             |      |            |
| 15. | 「Voice」                    |      |            |
| 16. | 「Starting Over」            |      |            |
| 17. | 「Beautiful」                |      |            |
| 18. | 「愛と感謝」                 |      |            |
| 19. | 「Presence」                 |      |            |

- Heart of "Heat Wave"

## 楽曲解説
シングルとして既発の楽曲についての解説は、各リンク先を参照のこと。
1. Heat Wave
  - 4thオリジナル・アルバム『Force』以来となるアルバムタイトル曲。
  - 撮影時に焚き火をした際の経験からインスピレーションを受けたとされる楽曲。
越智はアルバム発売前のインタビューで「初めは“火ってきれいだなぁ”なんて思って見ていたんですけど、突然火が怒ったように大きくなって、私に襲いかかるような感じになったんです。その時に思ったのは、美しさの先には怖さがあるんだということで。自然を見て、私たちは軽はずみに“きれい”とか“癒される”とか言ってしまうけど、一方で怖い面もある」「自分は自然の中のただの一部。こっちが自然を飼い慣らしているわけじゃなくて、自然に私たちが生かされているってことをもうちょっと考えたほうがいいんじゃないかって。炎が大きくなった時に、そういうふうに反省したというか、ちょっとショックを受けたんです」とコメントしている[18][19]。
  - 本アルバムの中では最後に完成した楽曲[14]。
  - 2024年、『ABEMA』ベースボール公式テーマソングに起用された[20]。
2. 春はグラデーション
  - 本アルバムのリード・トラック[21][22]。
  - 『FM802×中央大学 ACCESS!』キャンペーンソングのセルフカバー。
楽曲の仮タイトルは「青春リメイク」。Superflyが作詞・作曲し、Superfly、詩羽（水曜日のカンパネラ）、塩塚モエカ（羊文学）、田邊駿一（BLUE ENCOUNT）、ビッケブランカ、ムツムロアキラ（ハンブレッダーズ）によるオリジナルユニット「The Yogurts」（ザ・ヨーグルツ）の楽曲として、2023年4月から同年5月にかけてオンエアされていた[23][24]。
  - アルバム発売記念のフリーライブ(後述参照、中止)予告時に本楽曲の収録が発表された[11][24][注釈 5]。通常のバージョンとはアレンジが異なり、キーも高くされている。
  - ミュージックビデオ[注釈 6]が制作され、YouTubeのSuperfly公式チャンネル上で公開されている[25]。
3. Love & Peace Again!
  - フジテレビ系情報番組『ポップUP!』テーマソング。
番組からの依頼を受けて書き下ろされた楽曲であり、発表された当時越智は「ここ数年、世の中ずっと不安定で、なんか落ち着かない日々が続いていますが、そういう日々を過ごしていて、日常って本当に大切、ありがたいなってことをかみしめています。(中略) それは、当たり前に与えられることではなくて、これからはそういう日常を一生懸命守っていきたいな、そういう気持ちにここ数年なっているので、そんな気持ちを楽曲に込められたらなと思って作りました」とコメントしていた[26]。
  - アルバム発売前のインタビューでは、本楽曲の歌詞の制作について、ロシアのウクライナ侵攻のニュースにショックを受けたことが大きく影響していたことも明かしている[18][19]。
  - 『ポップUP!』は2022年内で終了となり、同番組内やその他音楽番組で本楽曲が歌唱披露されることはなかったため、フルバージョンは本アルバムで初公開となった。
4. Farewell
  - 8th配信限定シングル。
東宝配給映画『映画 イチケイのカラス』主題歌。
5. Power Of Hug
  - 新型コロナウイルス感染症が流行した当時の越智の思いを綴った楽曲のひとつ。
多くの著名人の悲しいニュースも聞かれるようになった情勢下で、「みんなが愛で満たされたらいいのに」という思いから制作されたという[27]。タイトル通り、「ハグの力」についてを歌っており、越智が過去に読んだ本に載っていた「ハグには人の心を癒す作用がある」という話と、越智自身がそれを実感した甥との交流での体験をもとに、歌詞を書いたとされている[14]。
6. Mr. Cooper
  - 愛車をテーマにした楽曲。タイトルの"Cooper"は越智が10年乗っている愛車・ミニクーパーから。
楽曲の仮タイトルは「それいけ!ミニコ」で、当初は“これからも一緒にいろんなところを走っていこう!”という思いで作っていたと言うが、「最近ガタが来だして、そろそろ“サヨナラ!ミニコ”になりそうな感じなので、そうなる前に」と、実際に楽曲を完成させたとしている[14]。
  - 越智曰く「これまで(のSuperfly)なら絶対になかった」楽曲であるとしており、「こんな緩い曲でいいの？と以前なら考えていた。歌うテーマも選ぶテーマも、素朴になりました。身近な出来事の気づきから、それに合う言葉やメロディーを選べたのは、大きな変化だと思います」と意気込んでいる[28]。
  - Superflyの楽曲としては、「You & Me」「I My Me Mine Mine」に次いで、演奏時間が3番目に短い。
7. Presence
  - 7th配信限定シングル。
NHK EテレTVアニメーション『アオアシ』第2クールオープニングテーマ。
8. ダイナマイト
  - 6th配信限定シングル。
ボートレース2022年CMシリーズ『アイ アム ア ボートレーサー』第1話-第6話 主題歌。
9. Voice
  - 5th配信限定シングル。
レーベル移籍後最初に発表した楽曲。
10. Together
  - 2020年5月に定額制サブスクリプション限定で配信リリースされた楽曲。
新型コロナウイルス感染症が流行し始めて間もない2020年4月初旬に書き下ろされ、当時リリースされたバンドバージョンはリモートでレコーディングが行われた。当初はアルバム収録曲とすることを前提にしていたとされ、「一緒にいたい」といったフレーズを不要不急の外出自粛が呼びかけられていた時期に言って良いのかという躊躇から、その当時のリリースには迷いがあったと言う。しかし、「今だからこそ」という意見があったことから、当時のリリースに至ったというエピソードがある[29][30]。
  - 前レーベル（ワーナーミュージック・ジャパン）から発表されたこともあり、本アルバムには再レコーディングを施して収録。表記はないがアルバム・バージョンであり、コーラスやアウトロが追加されるなど、通常のバージョンとはアレンジも異なる[31]。
11. Farewell (Gospel Ver.)
  - 8th配信限定シングルのリアレンジバージョン。
こちらも配信限定シングルとして既にリリースされている。

## 演奏
出典
- 越智志帆
  - Lead Vocal
  - Background Vocals (#1.3.6.7.8.9)
- UTA：Programming & All Other Instruments (#1)
- サトウカツシロ (BREIMEN)：Electric Guitar (#2)
- So Kanno (BREIMEN)：Drums (#2)
- 宮田“レフティ”リョウ (イトヲカシ)
  - All Other Instruments (#2.4.5.7.8.9)
  - Bass (#8)
- 竹本健一：Background Vocals (#2.4.5.7.9.10.11)
- 稲泉りん：Background Vocals (#2.4.5.10.11)
- 塚本直、Luz：Background Vocals (#2.4.7.9.11)
- 若島史佳：Background Vocals (#2.4.11)
- 八橋義幸
  - Electric Guitar (#3.4.5.10)
  - Acoustic Guitar (#10)
- 鈴木Daichi秀行：All Other Instruments (#3)
- GRP：Beat Maker (#3)
- 菊嶋亮一：Snare Roll (#3)
- 吉澤達彦、小澤篤士：Trumpet (#3)
- 竹上良成：Sax (#3)
- 半田信英：Trombone (#3)
- TAEKO GLORY, REN, MarSA, Anco.：Background Vocals (#3)
- 鶴谷崇：Piano (#4.5.11)
- 玉田豊夢
  - Drums (#4.5.10)
  - Tambourine (#5.10)
- 門脇大輔ストリングス：Strings (#4.7.9)
- 須藤優：Bass (#5.10)
- 高橋健介：Electric Guitar, Acoustic Guitar (#6)
- SHUN：Bass (#6)
- MONJOE：All Other Instruments (#6)
- 真壁陽平：Electric Guitar (#7.9)
- Chica, 有坂美香, TOMOMI, MARU, TIGER, 詩織, いつか, オオノリュータロー, ツヤトモヒコ, DAISUKE, 渡邊優, Junear, 吉田圭介 (INSPi)：Background Vocals (#7.9)
- 香取真人：Electric Guitar (#8)
- 片山カタズミ：Drums (#8)
- あつき：Trumpet (#8)
- とっち：Trombone (#8)
- Andy Wulf：Sax (#8)
- 山本健太：Wurlitzer (#10)

## プロモーション・関連イベント
特記のないかぎり2023年内。
- 5月5日より、本アルバム初回限定盤のBlu-ray・DVDに収録される『Superfly 15th Anniversary Live “Get Back!!”』の一部映像を、毎週金曜日22時に1曲ずつYouTubeのSuperfly公式チャンネル上に公開する企画「Superfriday」がスタート、6月30日までに計9曲分をフル尺で公開した[33]。各日程で公開されたライブ映像は以下の通り。

| 公開日        | 公開映像リンク                         |
| ------------- | -------------------------------------- |
| 2023年5月5日  | 「Voice」 - YouTube                    |
| 2023年5月12日 | 「ダイナマイト」 - YouTube             |
| 2023年5月19日 | 「Presence」 - YouTube                 |
| 2023年5月26日 | 「Bi-Li-Li Emotion」 - YouTube         |
| 2023年6月2日  | 「マニフェスト」 - YouTube             |
| 2023年6月9日  | 「タマシイレボリューション」 - YouTube |
| 2023年6月16日 | 「愛をこめて花束を」 - YouTube         |
| 2023年6月23日 | 「On Your Side」 - YouTube             |
| 2023年6月30日 | 「Beautiful」 - YouTube                |
- 5月15日より、CD収録曲「春はグラデーション」を先行配信リリース。これと同時にiTunesでは、アルバムのプリオーダーの受付も開始された[21][22]。
- J-WAVE『STEP ONE』の5月17日9時からの放送回にて、CD収録曲「Power Of Hug」が初オンエア。アルバム発売に先駆け、同楽曲の歌詞も同時に公開された[27]。
- リリース前日の5月23日から5月29日にかけて、アルバム発売を記念した「衣装＆パネル展」がタワーレコード渋谷店で開催。本アルバムのBlu-ray・DVDにも映像が収録されている「Superfly 15th Anniversary Live “Get Back!!”」で実際に使用した衣装が展示された[15]。この展覧会は好評につき、6月7日から6月12日にかけて、タワーレコード梅田NU茶屋町店（大阪）でも追加で開催された[34]。
- リリース日5月24日の21時から、YouTubeのSuperfly公式チャンネル上で特別編集した動画をプレミア公開する形で、「Superfly New Album『Heat Wave』“点火式”」と題したリアルタイム全曲リスニングパーティーが開催された[35]。同日にはアルバム発売を記念したフリーライブ「FM802×Superfly New Album『Heat Wave』リリース記念 SPECIAL FREE LIVE」が大阪府大阪市内某所で行われる予定であったが[23]、越智の体調不良のため中止となった[36]。
- 6月17日より、全国アリーナツアー『Superfly Arena Tour 2023 “Heat Wave”』を全国10ヵ所、全14日程のスケジュールで開催する予定であったが[37]、越智の喉の不調により、6月17日、18日に横浜アリーナで行われる予定であった最初の公演は、6月14日にやむを得ず中止を発表[38]。続く7月1日の朱鷺メッセでの公演、7月8日のポートメッセなごやでの公演も6月23日に中止が発表された[39]のち、7月7日に年内の全公演キャンセルを発表[40]。 のちに9月14日に復帰宣言をし、年内開催を中止とした同ツアーについて、2024年2月より改めて開催することが発表[41]。2024年3月21日までに全国3ヵ所、全5日程の公演が開催された[42]。
- Superflyデビュー17周年にあたる2024年4月4日に、先述ツアーのスペシャルドキュメントムービー「春はグラデーション 『Superfly Arena Tour 2024 "Heat Wave"』〜Special Ver.〜」がYouTubeのSuperfly公式チャンネル上で公開された[43]。